# Черешница (дем Костур)
 Тази статия е за селото в Гърция.  За селото в България вижте Черешница.  
Черèшница (на гръцки: Πολυκέρασο, Поликерасо или Πολυκέρασος, Поликерасос, катаревуса: Πολυκέρασον, Поликерасон, до 1926 година Τσερέσνιτσα, Цересница) е село в Южна Македония, Гърция, в дем Костур (Кастория) на област Западна Македония.

## География
Селото отстои на 15 km североизточно от демовия център Костур, на височина 1220 m в южните разклонения на планината Вич (Вици). На 5 km на запад е село Тихолища (Тихио), на 4 km на север – Българска Блаца (Оксия), а на 4 km на юг – Олища (Мелисотопос) и Олищкият манастир „Свети Врач“.

## История

### В Османската империя
Според местни предания, жителите му са се преселили от съседното равнинно село Фотинища, което напуснали поради турските зверства. Според други предания селото е основано от българи скотовъдци, преселени от село Магарево, Битолско, след като турци завладяват пасищата им. Първоначално е било на мястото, което по-късно получава името Долно село или Долна Черешница (Κάτω Πολυκεράσου). В Долното село са запазени развалините на църквата „Свети Йоан Богослов“ от XVIII век.
В османските данъчни регистри от средата на XV век Черешница е споменато с 16 семейства на Душко, Симко, Райко, Стайко, Райо, Добри, Симко, Стефан, Янко, Кирк, йован, Николас, Алекса, Райо, Яно и Ланчо, и една вдовица Тодора. Общият приход за империята от селото е 1066 акчета.
В 1844 година е построена църквата „Свети Николай“. В 1898 година енорийски свещеник енорийски свещеник в църквата е българският революционер и патриот поп Герман Чиковски.
В XIX век Черешница е българско село в Костурска каза на Османската империя. В „Етнография на вилаетите Адрианопол, Монастир и Салоника“, издадена в Константинопол в 1878 година и отразяваща статистиката на населението от 1873 година Черешница (Tzérechnitza) е посочено като село в Костурска каза със 160 домакинства и 550 жители българи. Между 1896 и 1900 година селото преминава под върховенството на Българската екзархия. Според статистиката на Васил Кънчов („Македония. Етнография и статистика“) в 1900 година Черешница има 520 жители българи християни.
На Етнографската карта на Битолския вилает на Картографския институт в София от 1901 година Черешница е чисто българско село в Костурската каза на Корчанския санджак с 80 къщи.
В 1898 година селото минава под върховенството на Българската екзархия. По данни на секретаря на Екзархията Димитър Мишев („La Macédoine et sa Population Chrétienne“) в 1905 година в Черешница има 640 българи екзархисти и функционира българско училище.
Черѣшница... изгаря на два пѫти. Първиятъ пѫть на 14 авг., когато войскитѣ на Етхемъ паша заминаваха къмъ Върбица, подпалиха и нашето село. Неселението бѣше се прибрало на Рида. Нъ войскитѣ минаха, подпалиха го и си заминаха, та ние още сѫщата вечерь можахме да се завърнемъ. Тоя пѫть не изгорѣ цѣлото село, па и ограбването не стана пълно, защото солдатитѣ зеха това, което можеха и което имъ бѣше потрѣбно за на пѫть. А башибозукъ не се изкачи въ планината. Вториятъ пѫть, когато го нападнаха, бѣше на 22 авг. и войскитѣ дойдоха отъ къмъ Блаца. Тогава го подпалиха и ограбиха всичко, каквото можеха да намѣрятъ. Отъ цѣлото село останаха здрави само 11 кѫщи. При това войскитѣ убиха тоя день 11 души селяни, които срѣщнаха въ селото и вънъ отъ него.
Черешничани участват в Илинденско-Преображенското въстание със своя чета, ръководена от Герман Чиковски. Според сведение на ръководителите на въстанието в Костурско, включващо Васил Чекаларов, Лазар Поптрайков, Пандо Кляшев, Манол Розов и Михаил Розов, изпратено до всички чуждестранни консулства в Битоля, на 30 август 1903 година в Черешница са изгорени всички 80 къщи и са убити Дамян Сулов (на 50 години), Петър Попов (53, Дамян Божков (59), Христо Божков (35), Сидо Попярмов (60), Фило Розов (63), Дине Главчев (81), Митре Бабчорлията (73), Сия Бабчорева (50) и Риса Фянова (28). Според друг източник изгорелите къщи са 69, а голямата част от населението се спасява с бягство Местни жители си спомнят, че единствените къщи, които макар и опожарени не са рухнали са Дзоновата, Манговата, Лялькината и Шклифовата. Не са опожарени и църквата и училището Много заловени от турците жени са изнасилени и принудени голи да играят хоро край селото. След въстанието 150 души се изселват в България.
През ноември 1903 година българският владика Григорий Пелагонийски, придружаван от Наум Темчев и Търпо Поповски, пристигат в Олища и раздават помощи на пострадалото население от Загоричани, Бъмбоки и Черешница.
Гръцка статистика от 1905 година представя селото като смесено българо-гръцко с 400 жители българи и 200 гърци. Според Георги Константинов Бистрицки Черешница преди Балканската война има 120 български къщи.
Селото остава екзархийско до окупирането му от гръцки части по време на Балканската война. При избухването на Балканската война в 1912 година двама души от Черешница са доброволци в Македоно-одринското опълчение. През май 1913 година местният учител Глигор Зисов, заедно с много жители на селото е пребит от гръцките власти, а впоследствие е убит.

### В Гърция
Селото остава в Гърция след Междусъюзническата война. Боривое Милоевич пише в 1921 година („Южна Македония“), че Черешница има 70 къщи славяни християни. През 1926 година е прекръстено на Поликерасон, в превод много черешово. Между 1914 и 1919 година 29 души от Черешница подават официално документи за емиграция в България, а след 1919 година – 1. В селото има 20 политически убийства. В 1932 година са регистрирани 70 българофонски семейства, всички с „изявено славянско съзнание“.
След разгрома на Гърция от Нацистка Германия през април 1941 година в селото е установена българска общинска власт. В общинския съвет влизат Аргир Иванов, Глигор Зонов, Георги Зеков, Кирил Зеков, Иван Недялков, Никола Милошев, Васил Плятов, Георги Зонов, Вангел Христовски, Костадин Сулев. В Черешница е образувана структура на Централния българо-македонски революционен комитет.
На 21 август 1944 година селото е нападнато от гръцки партизани, които убиват 9 души. Двамата братя Неделкови са арестувани в селото и разстреляни край Поздивища, като преди това на Пандо Неделков е отрязан пенисът. Според сведения на очевидци, след като са изправени пред картечница, прегърнати те извикват „Да живее България, България ке дойде!“. След това комисарят на Леринско-костурския македонски батальон на ЕЛАС Илия Димовски стреля в главите им, за да е сигурен, че са убити.
Традиционно селото се занимава със скотовъдство, а по-късно със земеделие и експлоатация на гората.
В 1945 година в Черешница има 550 българофони, всички с „негръцко национално съзнание“.
По време на Гръцката гражданска война селото също понася загуби – по-голямата част от мъжете и жените над 16-годишна възраст насилствено са мобилизирани от партизаните, а 63 деца от селото са изведени от комунистическите части извън страната като деца бежанци. Почти цялото население напуска селото. Общо загиват 30 души, а в източноевропейските страни емигрират 78 семейства с 271 души.

### Емиграция в Северна Америка
В началото на ХХ век е поставено начало на процеса на изселване на черешничани в Северна Америка. През 1912 година жители на селото основават Черешнишко благотворително дружество „Свети Георги“ във Форт Уейн, Индиана. През 1921 година преселниците от Черешница участват в основаването на братството „Костур“ във Форт Уейн, което е домакин при учредяването на Македонската патриотична организация през октомври 1922 година. През 20-те години на ХХ век Черешничкото благотворително дружество плаща разноските на селото в дългогодишния съдебен спор със съседното Българско Блаца за притежанието на пасища и гори.
След Втората световна война масовата емиграция отвъд океана в Австралия, САЩ и Канада се засилва.
В 2006 година селото е обявено за защитено селище от гръцкото министерство на културата заради „архитектурното, фолклорното и цялостното му историческо значение“. В селото към началото на XXI век са съхранени 40 къщи като само 11 са обитавани. Селото празнува събор на 20 май.
| Име            | Име            | Ново име   | Ново име     | Описание                                             |
| -------------- | -------------- | ---------- | ------------ | ---------------------------------------------------- |
| Крибоница      | Κριμπόνιτσα    | Страворахи | Στραβοράχι   |                                                      |
| Рикало         | Ρικάλο         | Риганорема | Ριγανόρεμα   | река                                                 |
| Чуките         | Τσούκιτε       | Сфира      | Σφύρα        | връх във Вич (1401 m), СЗ от Черешница               |
| Сърбинов камен | Σαρμπίνο Κάμεν | Петровуни  | Πετροβούνι   | връх във Вич (1375 m), СИ от Черешница               |
| Горни          | Γκόρνη         | Агия Горца | Αγιὰ Γκόρτσα | връх във Вич (1190 m), Ю от Черешница, СЗ от Бъмбоки |

| Година    | 1913 | 1920 | 1928 | 1940 | 1951 | 1961 | 1971 | 1981 | 1991 | 2001 | 2011 | 2021 |
| --------- | ---- | ---- | ---- | ---- | ---- | ---- | ---- | ---- | ---- | ---- | ---- | ---- |
| Население | 660  | 343  | 328  | 397  | 87   | 147  | 57   | 46   | 39   | 29   | 15   | 8    |

## Личности
Родени в Черешница
- Аристид Дамянов (1873 – 1941), български просветен деец, македоно-одрински опълченец
- Благой Шклифов (1935 – 2003), български езиковед, професор
- Георги Николов (1879 - след 1943), български революционер
- поп Герман Чиковски (? – 1908), български духовник и революционер
- Димитър Кузов, български емигрантски деец, член на Настоятелството на Костурското братство
- Кирил Зеков, войвода на Охрана, по-късно комунистически партизанин
- Киряк Янков, български революционер от ВМОРО, четник на Бончо Василев[35]
- Коста Пандов Бусотов (1928 - ?), член на ЕПОН от 1943, участник в Гражданската война на страната на ДАГ от 1947 до 1949 г., след разгрома на ДАГ е емигрант в СССР от 1949 до 1953, в Полша от 1953 до 1960 г., след което се установява във Варна, България, оставя спомени за положението на българите в Костурско при режима на Метаксас и за Гражданската война[36]
- Костадин Сулев (? – 1948), войвода на Охрана, по-късно комунистически партизанин, загинал край Черешница през пролетта на 1948 година, посмъртно произведен в майор[37]
- Кузман Василев Тръпчев (1873 – 1913), опълченец от Македоно-одринското опълчение, нестроева рота на Осма костурска дружина, убит на 9 март 1913 година[38]

Починали в Черешница
- Андрей Сидов (? – 1903), български революционер
- Васил Алексовски (1912 – 1944), комунистически партизанин
- Кузо Попдинов (1875 – 1907), български революционер

Български общински съвет в Черешница в 1941 година
- Аргир Иванов
- Глигор Зонов
- Георги Зеков
- Кирил Зеков
- Иван Недялков
- Никола Милошев
- Васил Плятов
- Георги Зонов
- Вангел Христовски
- Костадин Сулев[25]

Български революционери от Черешница, участници в Охрана
Въоръжени от италианските сили през 1943 година:
- Мите Баров, Йорги Дзонов, Коле Киров (Киру), Леко Киров, Цильо Киров, Дине Котов (Котас), Йоти Мафин (Сулидис), Пандо Неделков (Цилкос), Йорги Неделков, Ицо Пандов (Николаидис), Цильо Пандов (Парпос), Петре Пенчов (Пенцос), Томе Пижарков (Пизаркос), Мите Плястов (Плиастос), Михаил Ристовски (Христидис) – екзекутиран, Цильо Шамов (Сиамос), Дине Сульов, (Сулидис), Ламбро Стоянчин (Цукас) и Киро Зеков (Зекас)[39]

Въоръжени от германските сили през 1944 година:
- Мите Баров – екзекутиран, Йорго Дзонов – убит в бой, Коле Киров – самоубива се в бой, Леко Киров – екзекутиран, Цильо Киров, Йоти Мафин, Пандо Неделков – екзекутиран, Йорги Неделков – екзекутиран, Томе Пижарков – екзекутиран, Мите Плястов – екзекутиран, Ламбро Стоянчин – екзекутиран, Дине Сульов и Киро Зеков

Допълнения:
- Ицо Баров, Гиле Бельов, Стасе Дзонов, Цилио Джоджов, Томе Джоджов, Йорго Джоджов, Дине Котов, Бури Мангов, Ване Неделков, Янко Ников, Йорги Ников, Ильо Пърпов, Цильо Пърпов, Слави Плястов, Ицо Пандов, Коле Пандов, Петре Попов, Геле Ристовски, Цильо Шамов, Ицо Стасин, Коле Стасин, Леко Туларков и Дине Цинин[40]